# Prokop Adler von Hohenaar
Prokop Adler von Hohenaar, avstrijski general, * 16. julij 1809, † 7. maj 1886.

## Pregled vojaške kariere
Napredovanja
- častni generalmajor: 1. oktober 1871